# Receptor benzodiazepinowy

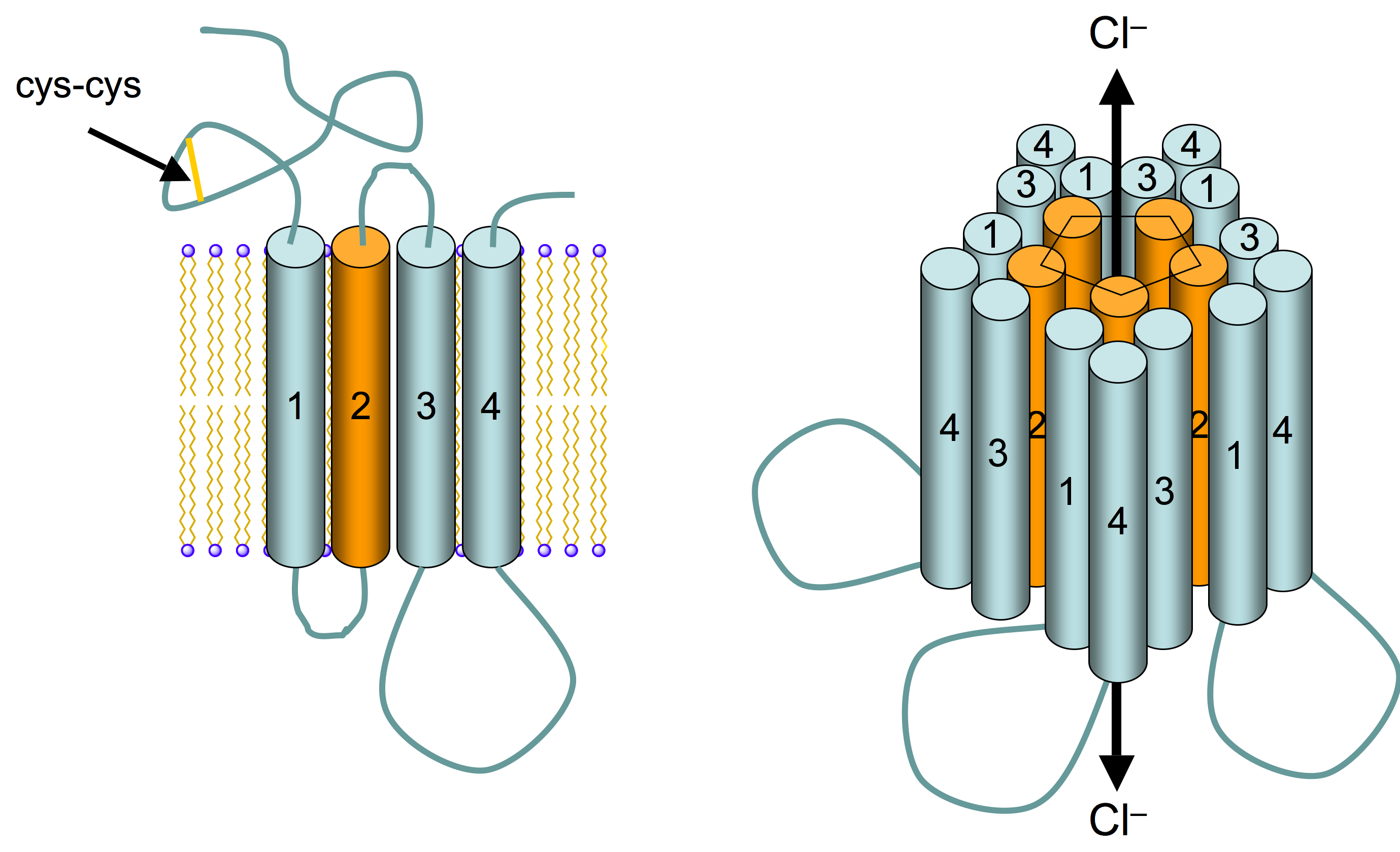
Schemat struktury receptora GABA_{A}

Schemat receptora benzodiazepinowego sprzężonego z receptorem GABA_{A}

Receptor benzodiazepinowy – rodzaj receptora błonowego, ściśle związanego z receptorem GABA-ergicznym GABAA, z którym łączą się benzodiazepiny, niebenzodiazepiny, anestetyki wziewne, alkohol etylowy, pikrotoksyna, barbiturany, neurosteroidy i inne, wywierając efekt za jego pośrednictwem.
Receptor benzodiazepinowy odkryto w 1977. Wykazano, że istnieją w mózgu miejsca swoistego wiązania radioaktywnego diazepamu, które posiadają cechy receptora. Receptor ten nazwano receptorem benzodiazepinowym. Największa liczba tych receptorów występuje w korze mózgu. Ponadto ich obecność stwierdzono również w rdzeniu kręgowym, podwzgórzu, hipokampie, jądrze migdałowatym, móżdżku i prążkowiu. Endogennymi ligandami tych receptorów są przypuszczalnie inozyna i hipoksantyna.
Pobudzenie receptora benzodiazepinowego powoduje nasilenie działania neuroprzekaźnika hamującego – kwasu γ-aminomasłowego (GABA). Następuje otwarcie sprzężonych z receptorem GABAA kanałów chlorkowych, napływ jonów chlorkowych do wnętrza neuronu i hiperpolaryzacja błony neuronalnej. Efekt pobudzenia receptorów benzodiazepinowych to zahamowanie pobudzenia neuronu.

## Podział
Istnieją trzy rodzaje receptorów benzodiazepinowych:
- BDZ1 – receptor neuronalny. Występuje w móżdżku i korze mózgowej. Prawdopodobnie odpowiedzialne za anksjolityczne i przeciwdrgawkowe działanie pochodnych benzodiazepiny.
- BDZ2 – receptor neuronalny. Występuje w hipokampie, prążkowiu, korze mózgowej, podwzgórzu i rdzeniu kręgowym. Odpowiedzialne za działanie uspokajające benzodiazepin.
- BDZ3 – receptor obwodowy pozaneuronalny. Występuje w nadnerczach, śliniankach, jądrach, jajnikach, nerkach i komórkach glejowych w ośrodkowym układzie nerwowym.